# Pi Scorpii
Pi Scorpii (Fang, π Sco) – gwiazda podwójna w gwiazdozbiorze Skorpiona, którą tworzy para gwiazd typu widmowego B. Znajduje się około 586 lat świetlnych od Słońca.

## Nazwa
Gwiazda ta ma nazwę własną Fang, która pochodzi z tradycji chińskiej. Dla Chińczyków Beta, Delta, Pi i Ro Scorpii tworzyły 4. stację księżycową: chiń. 房; pinyin Fáng; dosł. „Pokój”, wskazującą brzuch Błękitnego Smoka. Międzynarodowa Unia Astronomiczna w 2017 roku formalnie zatwierdziła użycie nazwy Fang dla określenia tej gwiazdy (ściśle: najjaśniejszego składnika π Sco Aa).

## Charakterystyka
Jest to para białoniebieskich gwiazd ciągu głównego, należąca do asocjacji Skorpiona OB2, grupy podobnych gwiazd powstałych w zbliżonym czasie. Składniki są bardzo podobne, okrążają wspólny środek masy w czasie nieco ponad 1,5 doby, w odległości zaledwie 0,071 au (ok. 15 R☉). Gwiazdy obracają się synchronicznie, zwracając się ku sobie jedną stroną. Jest to układ podwójny półrozdzielony; w miarę ewolucji masywniejszego składnika w układzie najprawdopodobniej dojdzie do transferu masy, który zaburzy normalną ścieżkę rozwoju gwiazd i może nawet doprowadzić do zniszczenia jednej z nich.
Ponad 8000 au od tej gwiazdy podwójnej znajduje się jej towarzysz dwunastej wielkości, prawdopodobnie gwiazda typu widmowego K, która ma własną, słabszą towarzyszkę w odległości 90 au. Układ Pi Scorpii oświetla lokalny ośrodek międzygwiazdowy, tworząc słabą mgławicę refleksyjną o średnicy 80 lat świetlnych.